# 陶承謨
陶承謨（？—？），榜名胡承謨，字孔彰，號聖洋，湖广黄州府麻城县军籍。明朝政治人物。

## 生平
春秋房，丁酉九月十六日生。天啓元年（1621年）辛酉科湖广鄉試六十五名舉人，二年（1622年）壬戌科会试一百九十七名，三甲一百七十一名進士。兵部观政，三年授江西安仁县知县，六年调高安县，七年江西同考。崇祯元年调简，题补大名府教授，二年升学正，三年升礼部儀制司主事，教习驸马，五年奉使册封韩府，升精膳司员外，升本司郎中。六年官福建右参议兼按察司佥事，提督学政，十年考察降职。

## 家族
父陶顺，儒士，以子承谟贵封中宪大夫，寿九十九岁，居岐亭，日与市儿弄，常徒行，朴茂如木鸡，知其颐养之学纯矣。陶承谟为福建提学时，将马头山田庄山场大段建庙，为其父顺祈寿，颜曰添寿寺，后设木主于其中，子孙世祀焉。